# 王芸衡
王艺衡（おう げいこう、簡体字：王 艺衡、2013年12月16日 -）は、中国の競技スピードキューバーである。 彼は現在ルービックキューブの平均3.91秒の世界記録と、 彼はまた、3.06秒という2番目に速いシングルタイムも保持しています。 。彼はまた2×2×2のキューブの平均タイム0.88秒の世界記録も保持している。

## 脚註
1. ↑  “3x3x3 Cube Rankings | Average”. worldcubeassociation.org.  World Cube Association. 2024年9月13日時点のオリジナルよりアーカイブ。2024年9月6日閲覧。
2. ↑  “3x3x3 Cube Rankings | Single”. worldcubeassociation.org.  World Cube Association. 2024年12月7日閲覧。
3. ↑  “2x2x2 Cube Rankings | Average”. worldcubeassociation.org.  World Cube Association. 2025年2月24日閲覧。